# Lijst van voetbalinterlands Australië - Papoea-Nieuw-Guinea (vrouwen)
Deze lijst van voetbalinterlands is een overzicht van alle officiële voetbalinterlands tussen de nationale vrouwenteams van Australië en Papoea-Nieuw-Guinea. De landen hebben tot nu toe acht keer tegen elkaar gespeeld.

## Wedstrijden
| № | Plaats       | Datum           | Competitie                          | Wedstrijd                       | Uitslag |
| - | ------------ | --------------- | ----------------------------------- | ------------------------------- | ------- |
| 1 | Brisbane     | 28 maart 1989   | Oceanisch kampioenschap 1989        | Australië − Papoea-Nieuw-Guinea | 6 − 0   |
| 2 | Sydney       | 21 mei 1991     | Oceanisch kampioenschap 1991        | Papoea-Nieuw-Guinea − Australië | 0 − 12  |
| 3 | Sydney       | 25 mei 1991     | Oceanisch kampioenschap 1991        | Papoea-Nieuw-Guinea − Australië | 0 − 8   |
| 4 | Port Moresby | 16 oktober 1994 | Oceanisch kampioenschap 1994        | Australië − Papoea-Nieuw-Guinea | 7 − 0   |
| 5 | Port Moresby | 19 oktober 1994 | Oceanisch kampioenschap 1994        | Papoea-Nieuw-Guinea − Australië | 0 − 4   |
| 6 | Auckland     | 11 oktober 1998 | Oceanisch kampioenschap 1998        | Australië − Papoea-Nieuw-Guinea | 8 − 0   |
| 7 | Canberra     | 9 april 2003    | Oceanisch kampioenschap 2003        | Australië − Papoea-Nieuw-Guinea | 13 − 0  |
| 8 | Ba           | 4 maart 2004    | Olympische Spelen kwalificatie 2004 | Australië − Papoea-Nieuw-Guinea | 10 − 0  |

## Samenvatting
| Competitie                     | Totaal gespeeld | Winst Australië | Gelijk | Winst Papoea-Nieuw-Guinea | Doelsaldo Australië – Papoea-Nieuw-Guinea |
| ------------------------------ | --------------- | --------------- | ------ | ------------------------- | ----------------------------------------- |
| Olympische Spelen kwalificatie | 1               | 1               | 0      | 0                         | 10 − 0                                    |
| Oceanisch kampioenschap        | 7               | 7               | 0      | 0                         | 58 − 0                                    |
| Totaal                         | 8               | 8               | 0      | 0                         | 68 − 0                                    |